# Коскреніт
Коскрені́т (англ. Coskrenit-(Ce)) — мінерал класу органічних сполук, тип — солі органічних кислот.
Названо на честь Д. Корскрена (dr. T. Dennis Coskren) — американського геолога та геохіміка (Дональд Р. Пейкор, Ролан К. Роус та Ерік Дж. Есен, 1999).

## Загальний опис
Хімічна формула: (Ce,Nd,La)2(SO4)2(C2O4)·8H2O. Містить (%): La — 5,90; Ce — 21,81; H — 2,28; C — 3,40; S — 9,08; Nd — 12,25; O — 45,28. Кристали таблитчасті. Сингонія триклінна. Густина 2,9. Колір рожевий, блідо-блакитний, кремовий. Риса біла. Прозорий. Блиск скляний. Розчинний у воді. Радіоактивний. Утворюється у зоні вивітрювання піритизованого філіту в асоціації з епсомітом та епджонітом (apjohnite, Mn2+Al2(SO4)4•22(H2O)). Вперше досліджений в Alum Cave Bluff (штат Теннессі, США).